# Duke Squad
Duke Squad est un groupe de pop rock canadien, originaire du Québec. Le groupe est formé en 2005, et connait un grand succès avec ses deux albums — In Your Face et Infamous — jusqu'à ce qu'il ne donne plus signe d'activité en 2011.

## Biographie
Duke Squad est formé en 2005. C'est après leur premier concert cette même année, pour une soirée bénéfice, qu'ils continuent de jouer. Dans le public, le professeur de batterie de Jim leur propose de devenir leur agent. Le groupe commence à écrire ses propres chansons énergiques et positives avec l'aide de leurs familles et amis.
Ils enchainent depuis les spectacles au Québec, et sortent leur premier album, intitulé In Your Face, produit par François Séguin, le 19 mars 2007, lancé à MusiquePlus. Ils font le tour du Québec au cours de l'été 2007. Durant cet été, ils jouent au Festival d'été de Québec sur la scène Molson, au festival de Cowansville en première partie d'Éric Lapointe devant 7 000 personnes et à plusieurs autres spectacles. Au mois d'octobre 2007, Dave quitte le groupe. Devin Pawluk est sélectionné pour le remplacer. Vers ces années-là, le groupe assure la première partie d'Avril Lavigne au Centre Bell, et également pour Simple Plan.
Le lancement de leur deuxième album, intitulé Infamous, s'effectue le 30 mars 2010 au Studio Juste pour Rire de Montréal. La Presse canadienne considère l'album « [...] rafraîchissant. Exubérant. Vitaminé. Souriant. » Ils organisent ensuite une tournée en promotion de ce deuxième opus. jouent par la suite au Spectrum et au Club Soda à Montréal. Il est aussi annoncé le 20 juin au Stade Olympique de Montréal pour animer le Grand défi Pierre Lavoie, le 3 juillet à Burlington, les 7 et 12 à Toronto, puis pour terminer au Québec le 15 juillet à Repentigny et le 16 à Rimouski. Le groupe ne donne plus signe d'activité depuis 2011.

## Membres

### Derniers membres
- Jacob « Jack » Prévost - chant, guitare
- Philippe « Phil » Marcoux-Gendron - guitare
- Jérémie « Jimmy Pop »/« Jim Pop »/« Jim » Prévost - batterie
- Devin Pawluk - basse

### Ancien membre
- David « Dave » Leprohon - basse

## Vidéographie
- Come Again
- I Won't Let You Down
- Without Me
- The Bully
- Girlfriend
- Crazy